# Résolution 1396 du Conseil de sécurité des Nations unies
Membres permanents
- Chine
- États-Unis
- France
- Royaume-Uni
- Russie

Membres non permanents
- Bulgarie
- Cameroun
- Colombie
- Guinée
- Irlande
- Mexique
- Maurice
- Norvège
- Singapour
- Syrie

Résolution no 1395 Résolution no 1397
La résolution 1396 du Conseil de sécurité des Nations Unies a été adoptée à l'unanimité le 5 mars 2002. Après avoir rappelé les résolutions 1031 (1995), 1088 (1996), 1112 (1997), 1256 (1999) et 1357 (2001) sur la situation en Bosnie-Herzégovine, le Conseil de sécurité s'est félicité de l'acceptation par le comité directeur du Conseil de mise en œuvre de la paix, le 28 février 2002, de l'offre de l'Union européenne de fournir une mission de police de l'Union européenne (MPUE) pour succéder à la mission des Nations Unies en Bosnie-Herzégovine (MINUBH) à partir du 1er Janvier 2003. 
Le Conseil de sécurité a rappelé les Accords de Dayton et les préparatifs pour la transition de la MINUBH à la fin de son mandat. Il a accepté la désignation de Paddy Ashdown pour succéder à Wolfgang Petritsch au poste de Haut représentant international en Bosnie-Herzégovine et a apprécié le travail de ce dernier pour ses réalisations. 
La résolution salue la création de la MPUE le 1er janvier 2003, faisant suite à la fin du mandat de la MINUBH, dans le cadre d'un programme coordonné d'état de droit. Il a encouragé la coordination entre la MPUE, la MINUBH et le Haut Représentant afin d'assurer une transition des responsabilités de la Force internationale de police vers la MPUE et s'est félicité de la rationalisation de l'effort international civil  mis en œuvre en Bosnie-Herzégovine. La MPUE devait surveiller et former la police bosnienne et créer ou réformer des institutions viables conformément aux normes de l'UE.
Enfin, la résolution 1396 a réaffirmé l'importance et l'autorité de dernier ressort que le Conseil attachait au rôle du Haut Représentant dans la coordination des activités des organisations et agences pour la mise en œuvre des Accords de Dayton.

## Voir également
- Guerre de Bosnie-Herzégovine
- Guerres de Yougoslavie